# Меркурометрия
Меркурометрия — титриметрический метод количественного анализа анионов, образующих малорастворимые соединения с катионами ртути(I):
{\displaystyle {\mathsf {Hg}}_{2}^{2+}+{\mathsf {2X}}^{-}={\mathsf {Hg_{2}X_{2}}}}

## Общие сведения
Титрантом в меркурометрии является раствор нитрата ртути(I), который получается из препарата Hg2(NO3)2•2H2O. Точно рассчитанную навеску соли ртути(I) добавляют в мерный цилиндр, прибавляя несколько капель ртути и азотной кислоты, после чего переливают раствор в посуду для хранения и остаивают в течение суток. Стандартизуют по растворам KCl и NaCl. Кривые титрования строятся в координатах р Hg — V, где р Hg — логарифм концентрации катионов ртути(I), взятый с обратным знаком, а V — это объем титранта.

## Индикаторы

Структурная формула дифенилкарбазона

Наиболее распространенными индикаторами меркурометрического метода являются тиоцианатные комплексы железа(III) и дифенилкарбазон.
Использование тиоцианатов объясняется обесцвечиванием раствора индикатора при взаимодействии с ионом Hg22+ с образованием осадка Hg2(SCN)2:
{\displaystyle {\mathsf {2FeSCN}}^{2+}+{\mathsf {Hg_{2}}}^{2+}={\mathsf {Hg_{2}(SCN)_{2}}}+{\mathsf {2Fe}}^{3+}}
Малорастворимый осадок образуется одновременно с Hg2Cl2 и обесцвечивание раствора происходит в области скачка титрования.
Дифенилкарбазон — адсорбционный индикатор, в точке эквивалентности он окрашивает Hg2Cl2 в ярко-голубой или сине-фиолетовый цвет. Титрование проводят в сильнокислотной среде.